# Европа парк
| Карта  | Главен вход                                                                     |
| ------ | ------------------------------------------------------------------------------- |
|        | Входа на Европа парк                                                            |
| Данни  |                                                                                 |
| Адрес: | Freizeit- und Familienpark Mack KG Europa-Park-Straße 2 77977 Rust bei Freiburg |

Европа парк е най-големият увеселителен парк в Германия със своята площ от 850 000 m². Той е и най-посещаваният увеселителен парк в страната с 4,2 милиона посетители през 2009 г.
Намира се в градчето Руст в провинция Баден-Вюртемберг, между Фрайбург и Карлсруе, близо до границата с Франция. Повече от 120 атракциона и 11 шоу-представления се намират в 15 тематични области, от които 11 са с имена на държави от Европа. В парка има 4 хотела и 4-измерно кино.

## История
Предприятието Mack Rides имало идея да построи увеселителен парк в Брайзах. Но областта е била считана за опасна от наводнения от протичащата наблизо река Рейн. Намиращото се до неподходящия за строеж терен в Брайзах езеро Европа (Europasee) дава идеята за името на парка.
Европа парк в Руст отваря врати на 12 юли 1975 г. само с 1 атракцион по модела на Дисниленд, като се разширява постепенно.

## Главен вход
На главния вход на Европа парк се издига голяма статуя на талисмана на парка – „Евромишка“. След статуята има водни фонтани, а зад тях е същинската входна сграда, на втория етаж на която се намира гара за еднорелсово влакче EP-Express, което обикаля целия парк и спира на няколко спирки из тематичните области и хотелите на парка.

## Тематични области
Паркът е разделен на тематични области, всяка от които представлява определена страна (или група страни) в Европа. Първата област е „Италия“, построена през 1982 година. Спазва се изискването във всяка област да се отразяват типичните за нея архитектура, обичаи и особености, с изглеждащи възможно най-автентично сгради и работещи в парка. Областите са следните: Германия, Италия, Франция, Швейцария, Гърция, Русия, Нидерландия, Скандинавия, Испания, Австрия, Великобритания, Португалия.
Към тях се прибавят атракционите: Парк-замък, Шоколандия, Свят на децата, Страна на приключенията.

## Атракции
Предлаганите атракции са основната причина да бъде посещаван увеселителният парк всяко лято.
Към главните атракции спадат скоростните влакчета. За най-интересен атракцион се счита скоростното влакче „Силвър Стар“, което е съвместен проект с компанията „Мерцедес-Бенц“. То е най-високото и най-бързото скоростно влакче в Европа до началото на 2006 г.
| Име                  | Височина, m | Дължина, m | Макс. скорост, km/h | Макс. g | Материал                         | Година на откриване |
| -------------------- | ----------- | ---------- | ------------------- | ------- | -------------------------------- | ------------------- |
| Алпийски експрес     | 6           | 264        | 45                  |         | Стомана                          | 1984                |
| Атлантика Суперсплаш | 30          | 390        | 80                  |         | Стомана (отчасти Водно пътуване) | 2005                |
| Евро Мир             | 28          | 980        | 80                  | 4       | Стомана                          | 1997                |
| Евросат              | 25,5        | 900        | 60                  | 4       | Стомана                          | 1989                |
| Матерхорн Блитц      | 16          | 383        | 56,3                |         | Стомана                          | 1999                |
| Пегасус              | 17          | 400        | 60                  | 3       | Стомана                          | 2006                |
| Посейдон             | 23          | 836        | 70                  | 3       | Стомана (отчасти Водно пътуване) | 2000                |
| Швейцарски бобслей   | 29          | 487        | 50                  | 3       | Стомана                          | 1985                |
| Силвър Стар          | 73          | 1620       | 127                 | 4       | Стомана                          | 2002                |